# Thymus comosus
Thymus comosus — вид рослин родини глухокропивові (Lamiaceae), ендемік Румунії.

## Опис
Більш-менш утворює килимки, але в дикій природі також буває напівпіднятим з квітковими стеблами довжиною 5–15 см. Листки від субкруглих до ромбічно-яйцеподібних, довжиною до 1.7 см, голі або злегка волохаті. Квіти пурпурові, завдовжки 8–9 мм, у суцвіттях-колосках завдовжки до 7 см або коротших і головчастих.

## Поширення
Ендемік гір Румунії.